# 武居邦生
武居 邦生（たけすえ くにお、1956年4月27日 - ）は、福岡県飯塚市出身の元アマチュア野球選手（内野手）、野球指導者、スカウト。右投右打。

## 来歴・人物
九州工業高等学校では投手として活躍していた。1974年の県北部予選3回戦では松浦正らがいた小倉工業高校に敗れ、甲子園への出場を果たすことができなかった。
高校卒業後は国士舘大学に進学し一塁手に転向。東都大学野球リーグでは、1学年下のエース片岡大蔵を擁し1977年春季リーグ二部優勝。入替戦で日大を破り、初の一部昇格を果たす。しかし優勝には届かず、1978年秋季リーグの3位が最高成績であった。ベストナイン（一塁手）2回選出。大学同期に外野手の高柳秀樹らがいた。
大学卒業後は日本楽器に入社、一塁手として長く活躍する。1980年の都市対抗では、大昭和製紙の補強選手として出場。4番打者に抜擢され、1回戦でトヨタ自動車から2点本塁打を放つ。杉本正の好投もあって決勝に進み、札幌トヨペットを降し優勝。同年の社会人ベストナインに選ばれた。同年の第26回世界アマチュア野球選手権大会日本代表にも選出され、2日目のコロンビア戦では、8回に3点本塁打を放った。1981年の第5回インターコンチネンタルカップ日本代表、1982年の第27回世界アマチュア野球選手権大会日本代表にもなり、1982年には社会人ベストナインに再度選ばれた。1986年の都市対抗の2回戦では、NTT信越から個人通算10本目の本塁打を放ち、特別表彰を受ける。1988年の都市対抗では10年連続出場の表彰を受けた。引退後はコーチを務める。
1992年から2005年までに母校の国士舘大学の監督を務めた。在任中は1994年秋から一部リーグに昇格し、当時の選手では厚澤和幸、鷹野史寿、古城茂幸がプロ入りした。
2007年から2021年まで横浜ベイスターズ（2012年から横浜DeNAベイスターズ）のスカウトを務め、山﨑康晃、今永昇太、上茶谷大河、柴田竜拓、楠本泰史ら22人の選手を担当した。
DeNAスカウト勇退後は、2022年より新たに始動するプロ野球独立リーグ・日本海オセアンリーグに招聘され、運営事務局スカウト統括部長に就任。2023年より日本海オセアンリーグが改組改称したベイサイドリーグでもスカウト部長を務めた。